# Caelus
Caelus, även Coelus, var i romersk mytologi himlens gud (caelum/coelum, "himmel" på latin). Caelus blev senare synonym med den grekiska guden Uranos.
Caelus var gift med Tellus och far till Titanerna, Giganterna och Venus.